# Włochy na Letnich Igrzyskach Olimpijskich Młodzieży 2010
Włochy na Letnich Igrzyskach Olimpijskich Młodzieży 2010 w Singapurze reprezentowało 62 sportowców w 13 dyscyplinach.